# Skibidi Toilet
《Skibidi Toilet》，華語圈又俗稱《馬桶人》、《斯基比迪廁所》等，是由阿列克謝·格拉西莫夫（Alexey Gerasimov）用起源引擎電影編輯器創作，並在其YouTube頻道「DaFuq!?Boom!」上發佈的Machinima网络剧集，講述一場由「人頭馬桶」和以監控攝影機等電器為頭部的類人角色之間的虛構戰爭。自2023年2月上傳第一部Shorts以來，該系列便在各大社交媒體平台上成為網路迷因，且尤其受到阿法世代的歡迎，許多評論家更認為《Skibidi Toilet》是該世代首次涉足網路文化的象徵，以及與Z世代社群之間的代溝之一。

## 情節與特色
《Skibidi Toilet》在基本沒有任何對白的情況下，描述一場發生於類似紐約的都市之中的虛構戰爭，交戰雙方分別是劇集標題的出處——馬桶人，和以監控人、音響人或電視人。為了對抗威脅人類社會的「馬桶人」與他們的頭領G-Man，「監控人」以及「音響人」兩個種族組成聯軍。無論是監控人還是音響人，他們都有一種比其他同胞要大許多，被稱作「泰坦」的同類，但馬桶人投放了大量「馬桶寄生蟲」，感染包括泰坦音響人在內的眾多聯盟成員，造成嚴重傷亡。後來在聯盟科學家的幫助下研發出反寄生武器，被寄生的聯軍成員脫離馬桶人的洗腦控制，但泰坦音響人卻沒能擺脫寄生。還在受到寄生的期間殺害了不少聯盟成員，其中泰坦電視人被泰坦音響人重創，電視螢幕破裂，被迫返回基地維修(在67集第三部分中回歸)。而泰坦監控人57集成功解救了泰坦音響人，泰坦音響人也開始了他的復仇之路。戰爭隨後波到至其他城市，泰坦音響和泰坦監控亦成功擒殺G-Man(在65集)，卻發現他是假G-MAN，也造成兩大泰坦受到自爆馬桶人和硫酸馬桶人的自殺式襲擊而受重傷。兩位泰坦們之後重整旗鼓，卻遇見馬桶博士，兩位泰坦毫無招架之力 馬桶人博士甚至掌握電視人的屏幕照射 但兩位泰坦也成功拖到泰坦電視人 在泰坦電視人升級後完成後擊敗了馬桶人的最終BOSS 「馬桶博士」的泰坦機甲（在67集第三部分），但真正的目標（馬桶博士本體）卻已經從機甲裡逃了出來起來。不久之後，聯盟小隊攻打到馬桶人基地 支援部隊在這時也在馬桶人總部外集結，三大泰坦殺了馬桶博士（70集第三部分） ，然而參加這場行動的聯盟第一次襲擊部隊幾乎全滅，其中一位名叫「馬桶塞監控人」（Plungerman，又稱無雙戰神）的成員死前意識被傳送去見一位神秘的人類特工(作者)，而他過去人類時期似乎有參與發明馬桶人的研究，馬桶塞監控人（無雙）随后被神秘人所殺（被滅口）。未受突襲波及的G-Man則帶著馬桶博士尚未完成的研究與其軍團一起叛逃，途中被兩個宇航馬桶人（astro toilet)及後來追至的三名泰坦攔截，但仍成功脫身，後來又被三大泰坦和宇航拘留者追擊，但是仍成功逃脫。兩大泰坦（監控和音響）再度受到重創。而後，女監控人前往馬桶人集中攻擊的地方，發現了倖存者人類部隊。由於出現第三勢力－「宇航馬桶人」插入雙方戰鬥，部分馬桶人和聯盟的勢力達成了停火協議并且結盟一起對抗宇航馬桶人。而在77集中，泰坦電視人被宇航暴君重創，雖然升級後的G-Man前來支援，把宇航暴君引走，但泰坦電視人卻被宇航的核心劫持者（Core hijacker)控制身體（意識沒有 意思是他只能眼睜睜看著自己攻擊其他人），並成為了公爵夫人(Duchess Astro toilet)的奴隸。而電視人的基地被宇航們發現，並被宇航母艦（Mothership)幾乎摧毁後，傳送到在北海（North sea)的廢棄監獄。隨後，监视器人的秘密基地一直被發現，在这千钧一发之际，升级后的音响阵营帮助联盟突破宇航阵营的包围。之後在79集當中，監控人的基地因為一個宇航馬桶人帶著定位器潛入，導致監控人的基地位置讓整個宇航陣營發現，隨後公爵夫人和被核心劫持者操控的泰坦電視人來到了監控人基地，雖然監控人基地有做好多重防線，但是監控人基地防線還是一直被攻破。
商業內幕的琳賽·道奇森（Lindsay Dodgson）形容在《Skibidi Toilet》中，馬桶人和其世仇不斷培養更饒勇的戰士，就像一場永不終止的軍備競賽一樣。當馬桶人出現時皆伴隨著由TikTok用戶「@doombreaker03」製作，融合了提姆巴蘭的〈拿來給我〉、以及比瑟·金的（Biser King）的〈Dom Dom Yes Yes〉的混搭主題曲，其中人聲歌詞的後半部分即是「斯基比迪」（Skibidi）的由來。與之相對應的音响人則以驚懼之淚的〈世人皆有江山夢〉為主題曲。
《Skibidi Toilet》亦致敬了多部電子遊戲作品，其中包括名源自半衰期系列的角色G-Man，而音響人的舞蹈則受到線上遊戲《堡垒之夜》中的表情啟發。

## 背景與製作
化名「DaFuq!?Boom!」或「Blugray」的阿列克謝·格拉西莫夫（俄语：Алексей Герасимов；1997年或1998年出生 ）是《Skibidi Toilet》的開創者，其自2014年開始自學製作動畫，現時在格鲁吉亚定居。在《Skibidi Toilet》系列之前，格拉西莫夫曾創作過一部基於《俠盜獵車手：聖安地列斯》及《我在湯店》迷因（I'm at Soup）的爆紅影片《我在DIP店》（[SFM] I'M AT DIP）。截至2024年2月，該影片已錄得超過4800萬次的觀看數。
《Skibidi Toilet》的首集在2023年2月上傳，且每集皆以Valve開發的起源引擎電影編輯器（SFM），一剪輯編錄三维计算机图形影片的軟件製作，其中使用的素材部分取自《半衰期2》和《絕對武力：次世代》等電玩作品。格拉西莫夫的更新並不固定，同時為了提高影片質量，集數之間的等候時間已被大幅延後。2022年，〈Dom Dom Yes Yes〉在TikTok上成為一迷因歌曲。與此同時，一位網名為「Paryss 谭」（@paryssbryanne）的TikTok用戶以它與〈拿來給我〉的混搭段落為背景音樂，佐以鏡頭快速縮放及古怪的表演風格製作了一部戲仿短片，格拉西莫夫接受Dexterto訪問時承認該短片為其靈感之一。

## 反響

### 知名度
《Skibidi Toilet》的觀眾主要是2012年之後出生的阿法世代，儘管該劇並未經專為13歲以下孩童而設的YouTube Kids推送，但其在小學生社群中仍是聞名遐邇。此外它的粉絲也大量製作了諸如同人遊戲、小說和插圖等二次創作，亦在阿法世代之間衍生一俚語「Skibidi」。在此之後，「Skibidi」便經常與其他阿法世代俚語一起被應用在各式替換歌詞的迷因短片中，以營造無意義但滑稽有趣的效果。
截至2023年11月，與《Skibidi Toilet》有關的YouTube影片已累積超過650億次觀看數。與此同時，《Skibidi Toilet》在TikTok上亦成為流行趨勢，瀏覽量達到約153億。到了2025年1月，「DaFuq!?Boom!」的訂閱數已有逾4500萬，成長幅度更一度超越當時YouTube第二多訂閱的頻道「MrBeast」。該系列也出現在各大網路迷因和Instagram中。《華盛頓郵報》的泰勒·洛倫茨（Taylor Lorenz） 甚至稱它是「今年（2023年）最知名的網路迷因」。
根據Tubefilter的山姆·古特爾（Sam Gutelle）的統計，「DaFuq!?Boom!」在2023年4月末晉身YouTube五十大美國人觀看次數最多的頻道，排名第33位。兩個月後，該頻道的總美國人觀看數突破62億次，還達成了全美YouTube觀看數週榜的四連霸。古特爾指出除了少數「迷因界的動畫發燒友」外，「DaFuq!?Boom!」此前幾乎無人知曉。Passionfruit的亞當·布馬斯（Adam Bumas）推測《Skibidi Toilet》大受歡迎的原因在於其「簡單、不自然的風格與非比尋常的元素的融合設計」，並引用傑夫殺手、Momo和警笛頭等Creepypasta角色與「馬桶人」及「電器頭人」比較之。

### 評論與影響
| Soundgarten Of BanBan | Twitter的logo，一个风格化的小蓝鸟 |
| @AnimeSerbia          | Twitter的logo，一个风格化的小蓝鸟 |

I am not kidding. Gen Alpha watches this for hours a day. This is their slenderman. Look up skibidi toilet on youtube and see for yourself
我沒在開玩笑。阿法世代每天都花幾個小時去觀看這部劇。這是他們的瘦長人。你們自己去YouTube看一下《Skibidi Toilet》吧。
2023年7月9日20:04
《Dazed》的詹姆斯·格萊格（James Graig）形容《Skibidi Toilet》「瘋狂、難以捉摸、滑稽，也有時真心令人感到毛骨悚然」。雅虎In The Know的凱蒂·馬瑟（Katie Mather）指該劇的動畫風格與手機遊戲類似，有著「呆板的動作和誇張的面部表情」。Cartoon Brew的傑米·蘭格（Jamie Lang）表示《Skibidi Toilet》雖然與製片大廠的出品相比起來略顯粗糙，但毫無疑問的是，格拉西莫夫是一位熟知節奏、鏡頭設置、聲音設計以及如何訴說故事的影片製作者。
洛倫茨稱該系列的獨特性在於完全透過短影音創作敘事，它的成功也體現了YouTube仍有與TikTok一戰的能力。布馬斯在萊恩·布羅德里克的電子報《垃圾日》（Garbage Day）的一篇客座文章中認為《Skibidi Toilet》的風格偏向於使用懷舊元素的「怪異網路美學」。道奇森亦提及該劇使用相當之多的老遊戲資源，並訪問了YouTube「文化與趨勢」團隊（Culture and Trend）首席趨勢分析師歐內斯特·佩蒂（Earnest Pettie），以及專長研究迷因與病毒式傳播的作家露西·福特（Lucy Ford），前者形容《Skibidi Toilet》無疑是一個文化時刻，在未來勢必成為獨一無二的文化試金石；後者則直指該劇是「網路上最有才的事物」，並說：「每一集都奇怪至極，但還是十分引人入勝，而隨著劇情進展，它甚至能令觀眾傷感起來 […] 這是一堆『廢片』中最萬眾矚目的存在」。
許多媒體都引用了一條將《Skibidi Toilet》比作「阿法世代的瘦長人」、來自「Soundgarten Of Ban」的爆紅推文。內幕的艾米·皮爾西（Aimee Pearcy）便以Y世代和Z世代之間的關係為例，說明該劇正是新一代初露鋒芒的標誌。Indy100的艾麗·亞伯拉罕（Ellie Abraham）與皮爾西一樣持相同的觀點，並預料Z世代勢必步Y世代的後塵，被阿法世代嘲笑戲弄為何沒關注「最新的流行事物」。News.com.au的艾莉·佛斯特（Ally Foster）則認為《Skibidi Toilet》發出了阿法世代即將崛起的訊號。
多個親子向網站與電子報的育兒版別，猶其是印度尼西亞的報章聲稱《Skibidi Toilet》暴力怪誕的視覺風格可能對幼兒產生有害影響，並將此現象稱為「Skibidi Toilet綜合症」。《衛報》的亞歷克斯·麥金農（Alex McKinnon）對此嗤之以鼻，稱批評者只是「道德恐慌」。除此之外，許多小孩坐在各種容器內，以倣仿「馬桶人」的爆紅影片亦應運而生。
2024年1月，一名莫斯科居民「無意中」看到《Skibidi Toilet》後擔心該劇會對兒童造成不良影響，要求對其進行審查並研判格拉西莫夫的動機，俄羅斯警方為此已立案調查。